# Bithynia fuchsiana
Bithynia fuchsiana е вид коремоного от семейство Bithyniidae.

## Разпространение
Видът е разпространен във Виетнам, Китай (Гуандун, Джъдзян, Дзилин, Дзянсу, Ляонин, Фудзиен и Хъйлундзян), Провинции в КНР и Тайван.